# The Prodigal (película de 1983)
The Prodigal es una película dramática de 1983 dirigida por James F. Collier. Es una historia que recuenta la historia del hijo prodigioso, que tiene como protagonistas John Hammond, Hope Lange, John Cullum y Joey Travolta.

## Argumento
Se trata de la historia de Gregg Stuart, que está descontento con su vida dentro de una familia de clase media y que trata de alejarse de esa vida.

## Reparto
- John Hammond - Greg Stuart
- Hope Lange - Anne Stuart
- John Cullum - Elton Stuart
- Morgan Brittany - Sheila Holt-Browning
- Joey Travolta - Tony
- Ian Bannen - Riley Windham
- Arliss Howard - Scott Stuart